# 1019 هـ
1019 هـ هي سنة في التقويم الهجري امتدت مقابلةً في التقويم الميلادي بين سنتي 1610 و1611.

## أحداث
- 4 رمضان - الشيخ المأمون يسلم العرائش لفيليب الثالث ملك إسبانيا.

## وفيات
- أبو بكر بن إسماعيل الشنواني
- نور الله التستري
- يوسف المغربي
- قاسم بن محمد الغساني